# Sasa Todosijevic
Sasa Todosijevic (* 30. Juli 1980 in Eskilstuna, Schweden) ist ein ehemaliger schwedischer Handballspieler.

## Karriere
Todosijevic begann in der Saison 1987/88 das Handballspielen in der Jugendabteilung von HK 
City. Im Jahr 1996 wechselte der damalige Jugendspieler zu IF Guif. Später gehörte der Rückraumspieler zum Kader der Männermannschaft von Guif, mit der er in der Elitserien spielte. Für die Saison 2003/04 wurde er an IFK Kristianstad ausgeliehen. Nachdem Todosijevic anschließend wieder zu IF Guif zurückgekehrt war, wechselte er 2005 zum norwegischen Erstligisten Nit-Hak Nittedal. Nach nur einer Spielzeit in Norwegen, in der er 65 Treffer in 20 Spielen erzielte, schloss er sich wiederum IF Guif an.
Im Sommer 2008 unterzeichnete Todosijevic einen Vertrag beim deutschen Zweitligisten HC Empor Rostock. Hier entwickelte sich der Rückraumspieler schnell zum Führungsspieler und war in den ersten beiden Spielzeiten mit 210 und 183 Treffern der beste Torschütze seines Teams. In seiner dritten Spielzeit in Rostock zog sich Todosijevic einen Brustmuskelriss zu, weswegen er einen Teil der Rückrunde verpasste. Nachdem sein Vertrag in Rostock nicht verlängert worden war, war er ab Sommer 2011 vereinslos. Erst im November 2011 verpflichtet ihn der Zweitligist VfL Bad Schwartau. Sein im Sommer 2012 auslaufende Vertrag wurde nicht verlängert. Im September 2012 unterschrieb er einen Vertrag bei Empor Rostock. Am Saisonende 2012/13 wurde sein Vertrag nicht verlängert. In der Saison 2013/14 lief er für den schwedischen Erstligisten H 43 Lund auf. Im Dezember 2014 nahm ihm der deutsche Zweitligist SV Henstedt-Ulzburg unter Vertrag. Ab der Saison 2015/16 bis zum Saisonende 2016/17 stand er beim VfL Fredenbeck unter Vertrag.